# Xã Westland, Quận Guernsey, Ohio
Xã Westland (tiếng Anh: Westland Township) là một xã thuộc quận Guernsey, tiểu bang Ohio, Hoa Kỳ. Năm 2010, dân số của xã này là 2.073 người.